# Zumbagua
Zumbagua är en ort i Ecuador.   Den ligger i provinsen Cotopaxi, i den centrala delen av landet, 90 km sydväst om huvudstaden Quito. Zumbagua ligger 3 508 meter över havet och antalet invånare är 11 895.
Terrängen runt Zumbagua är huvudsakligen kuperad, men västerut är den bergig. Runt Zumbagua är det ganska glesbefolkat, med 36 invånare per kvadratkilometer. Det finns inga andra samhällen i närheten. Trakten runt Zumbagua består i huvudsak av gräsmarker.